# Gilles Arthur
Pour les articles homonymes, voir Arthur.
Compléments
- Créateur des Méga-Illusions (Illusions géantes) telle que la lévitation de l'Hôtel de Ville de Gagny ou la disparition de la Tour Eiffel.
- Créateur du festival de référence sur la magie : Les Mandrake d'or.
- Créateur de la première émission mensuelle de magie : Attention Magie.
- Créateur de la première comédie musicale magique (comédie « magicale ») : Y a-t-il un magicien dans la salle ?
- Créateur de la revue pour enfant du Lido (5 ans à l'affiche) : Les Aventures de Marion.
- Fondateur des Championnats de France de Magie.
- Créateur du premier Championnat d'Europe de Magie.
- Producteur du programme Les Plus Grands Magiciens du Monde.

Gilles Arthur, né au Raincy en Seine-Saint-Denis, est un prestidigitateur français et est le principal producteur d'émission de magie en France.

## Biographie
Il commence sa première séquence de magie à 16 ans dans Les Visiteurs du Mercredi de Christophe Izard puis enchaîne dans différentes émissions telles que : Dans les mains du magiciens (FR3), A toi de jouer, Les visiteurs de Noel, Dans la cour des grands, , ...
En 1993, il produit la première émission de magie régulière française : Attention Magie.
Dès 1990, il crée des cellules pour Fort Boyard  et joue le rôle d'un pirate magicien dans l'émission pendant 10 saisons. La même année, il produit les Mandrake d'or. 
Il trouve sa vocation et sa passion pour la magie lors de l'anniversaire de son frère animé par un magicien. Il fréquente le Festival de la confrérie des sorciers, où il se fait embaucher pour animer le hall d’entrée de l'Olympia de Paris.
Gilles Arthur enchaîne les galas, les spectacles sous chapiteau ou dans les salles des fêtes, il organise des ateliers magie gigantesques pour enfants, mais se produit aussi incognito dans les hôpitaux auprès des enfants malades. 
Aidé par des ingénieurs chimistes ou électroniciens, il pratique de nombreux types de magie : l’ombromanie, le close-up, la magie générale, les manipulations ou la grande illusion (femme coupée en morceaux, lévitations, empalements…). Il a inventé les « méga illusions » et fait léviter l’Hôtel de ville de Gagny, en 1990, lors de la toute première édition du festival des Mandrakes d’Or parrainé par Jean Marais, séquence diffusée par Patrick Sabatier.  
En Octobre 2000, il réalisera un programme qui obtiendra la plus grosse audience en Europe pour un programme de Magie avec près de 7,5 millions de téléspectateurs : Toute la Magie du monde / Les Mandrakes d'Or. 
Mais Gilles Arthur tient aussi à faire passer l’émotion avant tout et crée en début d’année 2002 Y a-t-il un magicien dans la salle ?, première comédie musicale magique à l’affiche pendant plus de 2 mois aux Folies Bergère à Paris. 
En 2004, il a écrit une nouvelle comédie magique pour le Lido de Paris, Les Aventures de Marion ou la Poupée Cassée. Ce spectacle connaît un succès entre 2004 et 2008. 
Il est à l’origine d’effets magiques inédits sur les spectacles de Smaïn, Jean-Jacques Goldman, Julien Lepers et sur le spectacle Le Soldat Rose. 

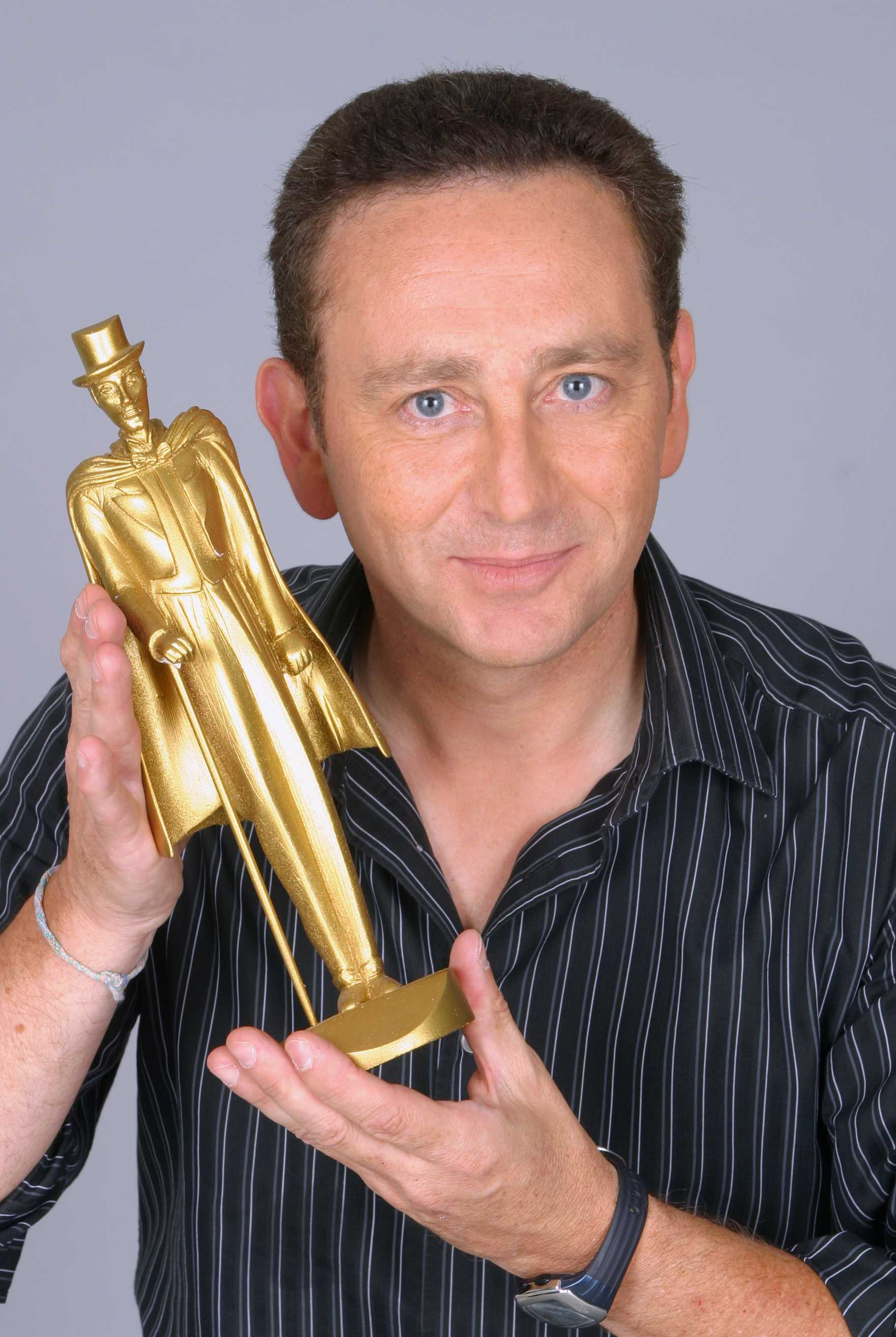
Gilles Arthur et la statuette Mandrake d'Or

Il crée en 2005, le Championnat de France de Magie qui est diffusé sur Paris Première. Ce concours met en valeur les jeunes talents de la magie française. Il crée aussi le Championnat d'Europe de Magie qui met en valeur les plus grands magiciens européens et nomme l'Ambassadeur européen de la magie à travers le monde.
En 2014, Gilles Arthur a fêté ses 40 ans de carrière sur la scène de l'Olympia.
En 2015, il entame une tournée de spectacles avec des amis magiciens :  Drôle de Magie.
En 2019, il fête les 30 ans du festival des Mandrakes d’Or et remet le Mandrake du plus grand magicien du monde à David Copperfield.
En 2022, le programme des Mandrakes réalise un record d'audience sur C8 avec 1,2 million de téléspectateurs.
C'est en 2025 que naît le spectacle "Les Mandrakes - Le Show" qui se produit avec succès au Grand Rex fin janvier, début février.

## Œuvres

### Livres
- Magie, Editions Hachette, 1979
- Toute la magie, Éditions Hachette jeunesse, 2002
- Les Secrets des Méga-Illusions, Éditions Académie de magie, Georges Proust
- 30 tours de magie - 30 illusions d'optique, Éditions Les 2 coqs d'or, 2010
- Street Magic, Éditions Hachette, 2018
- Les Plus Grands Magiciens du Monde - 30 ans de Mandrakes d'Or, Éditions Georges Proust, 2019
- Le Grands Livre de la Magie, Éditions Hachette jeunesse, 2024

### Vidéos
- J'apprends la magie à Fort Boyard avec Gilles Arthur, 1994, (VHS)

### Discographie
- 1981 : 33 tours de magie
- 1982 : Un, deux, trois… soleil (Philips)[3]
- 1983 : Prends la terre dans tes mains (Philips)[4]
- 1988 : Grande illusion

### Boites de magie
- Les Plus Grands Secrets des Magiciens...Enfin dévoilés! - Clementoni
- La Magie des Petits - Clementoni
- La Magie Moderne - Clementoni
- Magie de Rue - Clementoni
- Secrets et pouvoir du Mentalisme - Clementoni